# Borojevići (Chorwacja)
Borojevići – wieś w Chorwacji, w żupanii sisacko-moslawińskiej, w gminie Donji Kukuruzari. W 2011 roku liczyła 119 mieszkańców.